# Merkelzellkarzinom

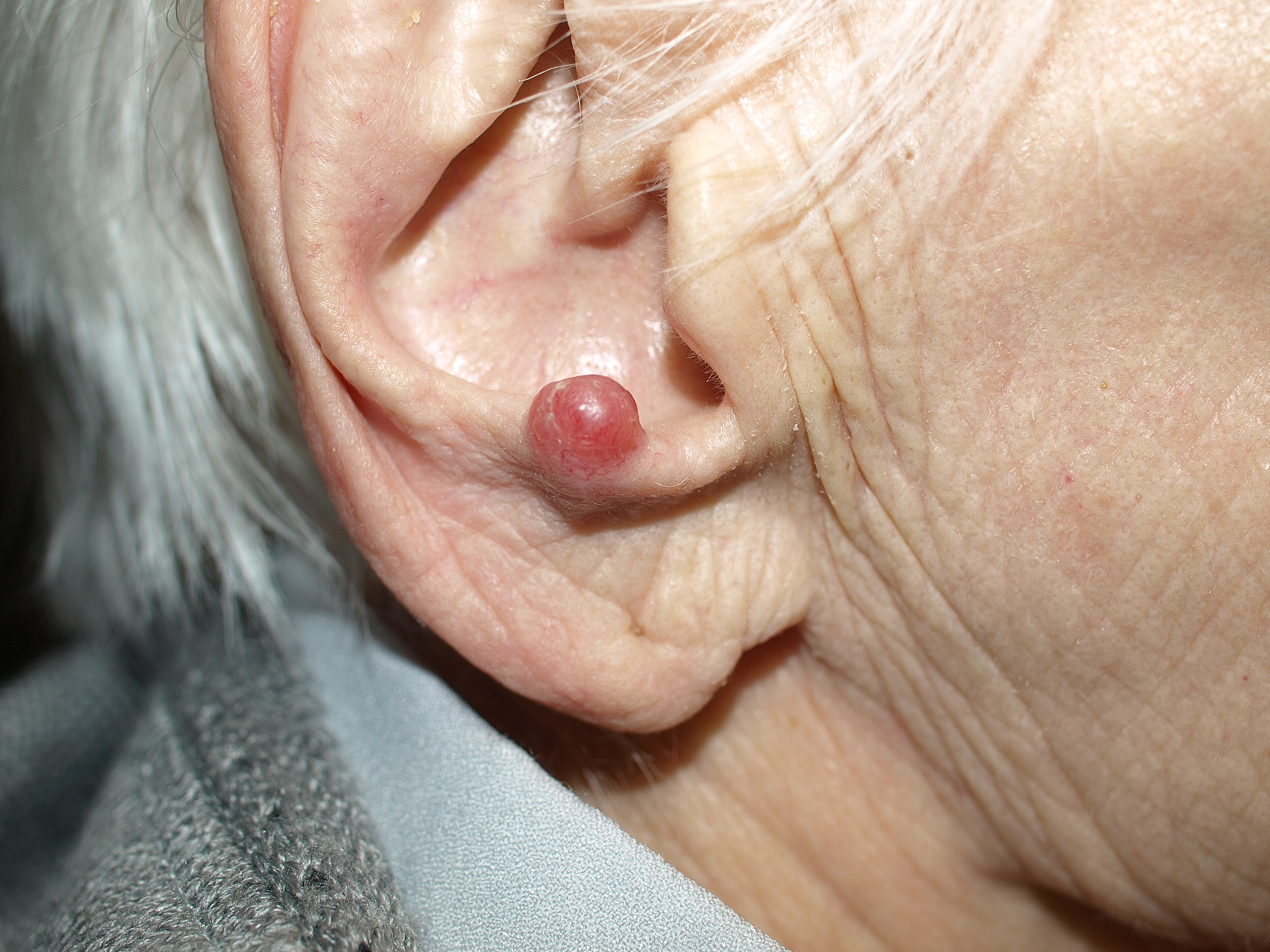
Merkelzellkarzinom der Ohrmuschel

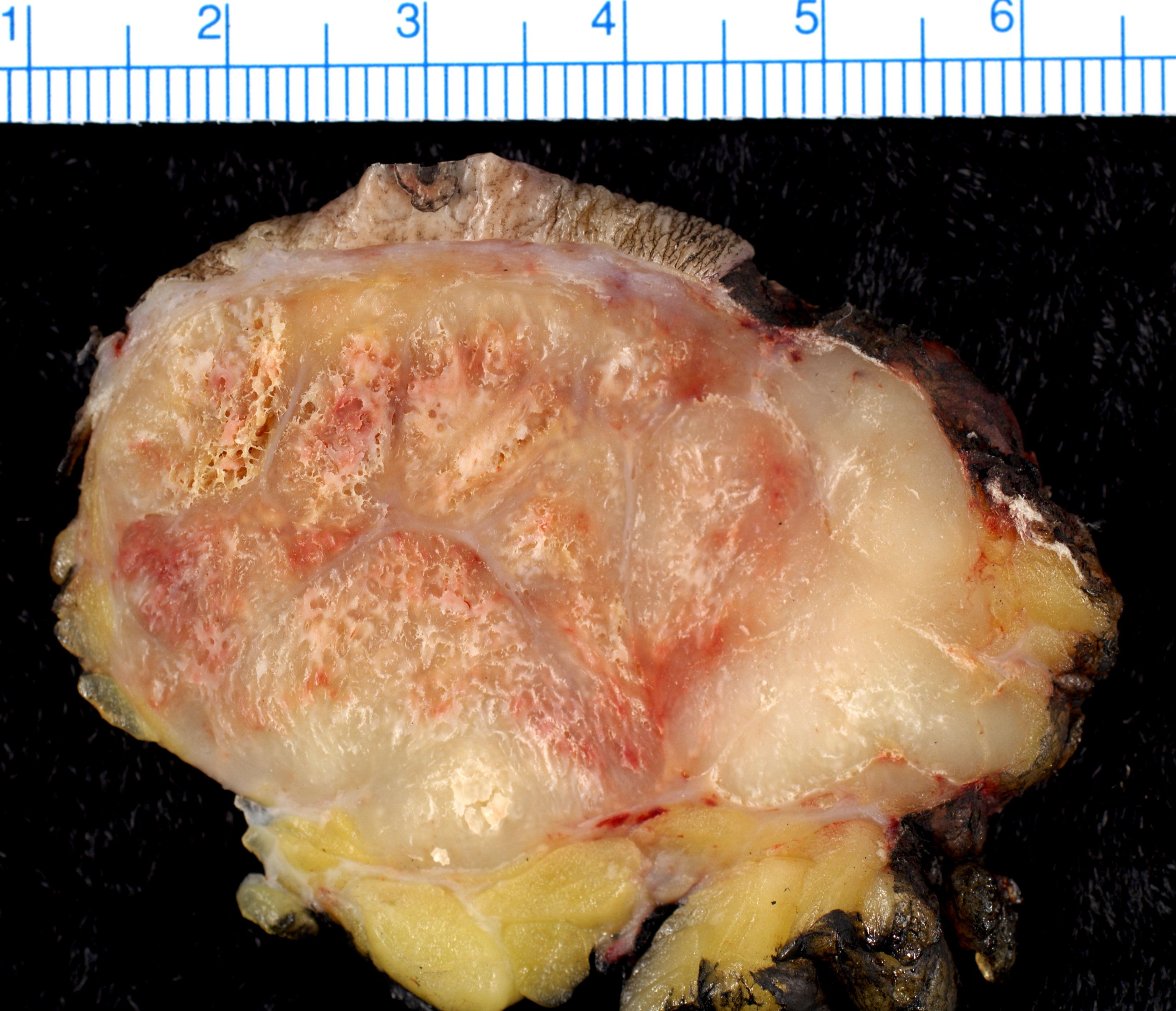
Makropathologischer Befund eines Merkelzellkarzinoms

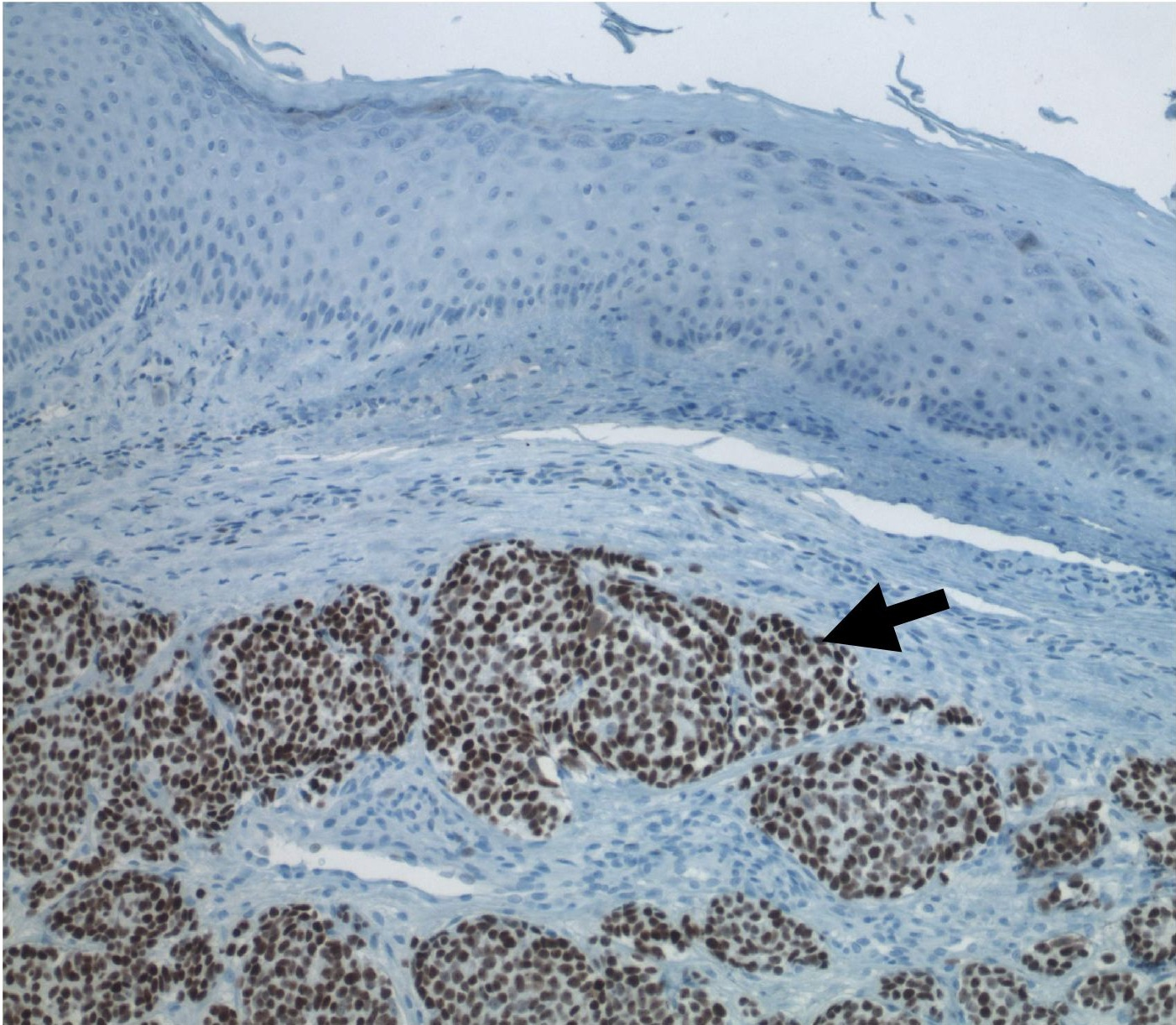
Immunhistochemische Aufnahme mit Markierung der viruspositiven Tumorzellen

Das Merkelzellkarzinom oder kutane neuroendokrine Karzinom der Haut ist ein sehr seltener bösartiger Hauttumor. Die Namensgebung beruht auf ultrastrukturellen Ähnlichkeiten mit den Merkel-Zellen der Epidermis, wobei heute nicht mehr davon ausgegangen wird, dass die Merkel-Zellen die Ausgangszellen der neoplastischen Transformation darstellen.
Die Inzidenz beträgt 0,1 bis 0,3 Neuerkrankungen pro 100.000 Einwohner und Jahr.
Die typischerweise im hohen Lebensalter auftretenden und rötlich-kugelig aussehenden Tumoren wachsen bevorzugt – aber nicht nur – an chronisch lichtexponierten Hautstellen des Gesichtes und der Extremitäten. Ulzerationen des Tumors sind selten. Es wird ein Zusammenhang von Tumorentstehung und UV-Exposition vermutet. In Regionen mit größerem Abstand vom Äquator sind die Mehrzahl der Erkrankungen mit dem 2008 entdeckten Merkelzell-Polyomavirus assoziiert.

## Diagnose
Die Diagnose wird durch Probeentnahme und feingewebliche Untersuchung gestellt. Zusätzlich ist immer eine immunhistochemische Untersuchung erforderlich, um die Abgrenzung von anderen ähnlich aussehenden Geschwülsten zu ermöglichen. Da Merkelzellkarzinome häufig über die Lymphwege metastasieren, wird außer der Schnittbildgebung (CT, MR) eine Sentinellymphknotenbiopsie empfohlen.
Entsprechend der AJCC-Klassifizierung von 2017 wird die Erkrankung in Abhängigkeit von ihren klinischen Charakteristika in verschiedene Stadien unterteilt:
- Stadium I (Patienten mit Primärtumorgröße ≤2 cm)
- Stadium II (Patienten mit Primärtumorgröße >2 cm)
- Stadium III (Patienten mit positivem Lymphknotenbefall)
- Stadium IV (Patienten mit Fernmetastasen)

In den Stadien I und II wird unterschieden, ob der lokoregionäre Lymphknoten nur klinisch oder mittels Sentinellymphknotenbiopsie als frei von Metastasen befundet wurde. Im ersten Fall ist die Prognose schlechter, da in fast einem Drittel der Fälle Mikrometastasen unerkannt bleiben.
Die Mehrzahl der Erkrankungen (35–52 %) wird im Stadium I diagnostiziert, gefolgt von Stadium III (23–35 %), Stadium II (15–26 %) und schließlich Stadium IV (5–12 %). Ein Lokalrezidiv oder das Auftreten von Metastasen wird in der Regel innerhalb der ersten drei Jahre nach Diagnosestellung beobachtet und geht mit einer schlechten Prognose einher. Am häufigsten von der Metastasierung betroffen sind die ableitenden und andere Lymphknoten, Haut, Lunge, und Leber; Knochen und das zentrale Nervensystem sind nur selten Ort einer Metastasierung.
Die Rezidivrate beim Merkelzellkarzinom ist hoch, jedoch fehlen aufgrund der Seltenheit des Tumors und die Besonderheiten der betroffenen Patienten exakte Zahlen. Obwohl z. B. berichtet wurde, dass fast die Hälfte der Patienten mit positivem Sentinellymphknoten innerhalb von drei Jahren ein Rezidiv erleidet, muss hier doch von einem gewissen Bias ausgegangen werden. Retrospektive Studien werden oft von größeren Zentren verfasst, an die insbesondere Patienten mit schlechterem Verlauf, z. B. eine eingetretene Metastasierung, verwiesen werden; Patienten mit günstigem Verlauf werden dort weniger häufig gesehen.

## Therapie
Die Tumoren werden mit Sicherheitsabstand chirurgisch entfernt, und es wird eine Biopsie des Wächterlymphknotens (Sentinellymphknotenbiopsie) empfohlen. Zusätzlich zur Operation sollte eine Bestrahlung des Tumorbettes und der lokoregionären Lymphabflussstation erfolgen.
Systemtherapien werden in der Regel nur bei Patienten mit metastasiertem Merkelzellkarzinom (Stadium IV) eingesetzt. Als Therapie der ersten Wahl gilt gemäß deutschen und internationalen Leitlinien eine Immunmodulation mit Immuncheckpoint-blockierenden Antikörpern, die sich gegen PD-L1 oder PD-1 richten. Im September 2017 wurde der anti-PD-L1 Antikörper Avelumab zur Behandlung des Merkelzellkarzinoms in der EU zugelassen.
In Fällen des fehlenden Ansprechens auf eine Immuntherapie besteht weiterhin die Indikation zu einer Chemotherapie, insbesondere bei Symptomen durch die Tumormetastasen. Grundsätzlich gilt das metastasierte Merkelzellkarzinom als chemo-sensitiver Tumor mit hoher Ansprechrate, allerdings ist das Therapieansprechen oft nur von kurzer Dauer. Auch in der zweiten Chemotherapielinie können Patienten noch profitieren, aber die Ansprechraten sind geringer. Neben Monotherapien mit Anthrazyklinen oder Taxanen werden auch Kombinationstherapien mit Platinderivaten und Etoposid eingesetzt. Vergleichende Studien bezüglich Wirksamkeit der verschiedenen Chemotherapieregime fehlen.
Daher gibt es einen hohen Bedarf an klinischen Studien, die neue Substanzen untersuchen, die zu andauerndem Therapieansprechen beim metastasierten Merkelzellkarzinom führen.
Die Prognose hängt sehr vom Stadium der Erkrankung ab und ist bei Tumoren in der Hals-Kopf-Region oder am Rumpf schlechter. Auch Männer und Patienten mit Immunsuppression haben schlechtere Perspektiven.

## Risikofaktoren
Das Merkelzellkarzinom ist häufiger bei Patienten mit einer Immunsuppression, z. B. durch hämatologischen Erkrankungen, Organtransplantationen oder AIDS, und zeigt bei diesen Patienten einen aggressiveren Verlauf.
Weitere Risikofaktoren sind Alter, helle Haut, vorhergehende bösartige Tumorerkrankungen und chronische UV-Exposition.